# Simula

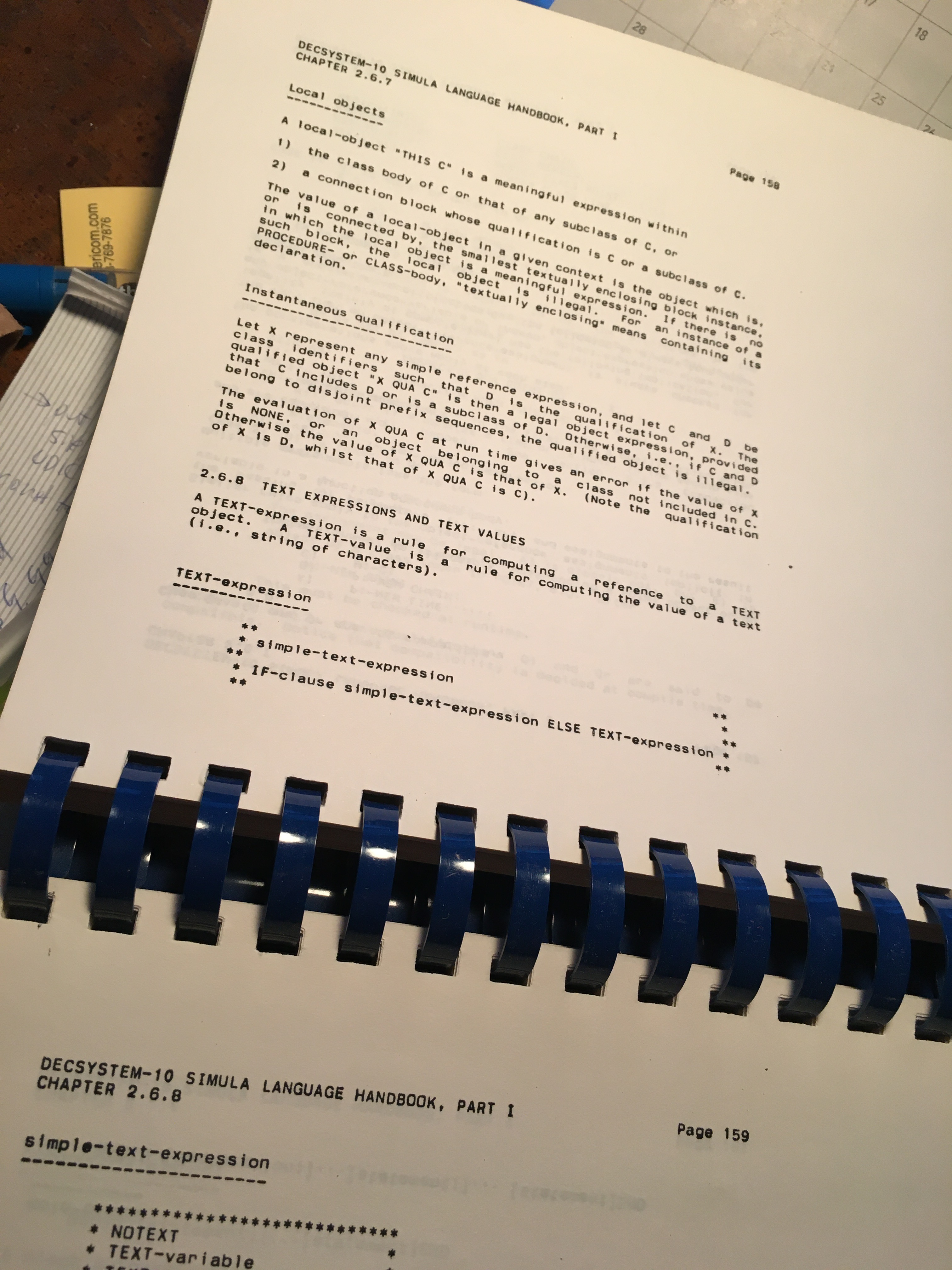
Partes de las páginas 158 y 159 del DECsystem-10 SIMULA Language Handbook, Part I, publicado por el Swedish National Defense Research Institute. Este manual se utilizó en 1980.

Simula es un lenguaje de programación orientada a objetos (POO) de 1962. Fue el primero de este tipo que incluyó el concepto de clase. Varios años después de su desarrollo, casi todos los lenguajes modernos comenzaron a utilizar sus principios de orientación a objetos. Así fue como se popularizaron términos como clases, objetos, instancias, herencia, polimorfismo, etc.
Simula 67 fue lanzado oficialmente por sus autores Ole Johan Dahl y Kristen Nygaard en mayo de 1967, en la Conferencia de Trabajo en Lenguajes de Simulación IFIO TC 2, en Lysebu cerca de Oslo
Hoy en día, los creadores de Simula han desarrollado un nuevo lenguaje de programación, llamado Beta, que generaliza todas las construcciones del lenguaje en una única idea denominada patrón.

## ¡Hola Mundo!
Éste es el famoso programa "Hola Mundo" en Simula 67:
```
 
! esto es un comentario ;

 
Begin
 
comment aquí comienza el programa ;

  
OutText
("¡Hola Mundo!");
  
OutImage
;
 
End
 
of program
;
```

## Clases y objetos
Simula es un lenguaje orientado a objetos. Esto significa que el ejemplo de 'Hola Mundo' también se puede escribir instanciando una clase que se encarga de escribir el saludo.
```
 
! todo programa empieza con un begin y termina con un end ;

 
Begin

 
   
Class
 Saludos;
   
Begin

     
OutText
("¡Hola Mundo!");
     
OutImage
;
   
End
 
of class saludos
;
 
   
REF
(Saludos) objeto;
   objeto :- 
New
 Saludos;
 
 
End
 
of module program
;
```

Este programa también muestra "¡Hola Mundo!".
El mensaje está codificado en el bloque de código de la clase Saludos. Este bloque de código se ejecuta solamente cuando existe una instancia o variable de tipo Saludos; lo que ocurre efectivamente al crear una instancia por medio de la instrucción New.
En Simula, los objetos siempre son manejados por medio de referencias. Existe un recolector de basura que se encarga de eliminar de la memoria los objetos que se han quedado sin referencias a ellos. Una de estas referencias la vemos con variable objeto. Utilizamos el operador :- para asignar referencias.
A diferencia de muchos lenguajes modernos, Simula entiende de dos tipos de objetos.
Activos son aquellos objetos que aún no han completado su bloque asociado begin/end.
Inactivos por otra parte, han completado su bloque de instrucciones.
Tanto de unos como de otros, es posible ejecutar los procedimientos miembro y consultar los atributos en cualquier momento.
Dado que Simula 67 es un lenguaje ya un poco añejo, los conceptos que maneja son un poco distintos a los actualmente utilizados por la comunidad de programación orientada a objetos. Las instancias a las que estamos habituados corresponden a los objetos inactivos. En tanto que el bloque de instrucciones constituye una serie de constructores.
En cuanto a los objetos activos, estos existen debido a una funcionalidad de pseudo-paralelismo encontrada en Simula y ausente en casi todos los lenguajes modernos. Esta funcionalidad recibe el nombre de co-rutina y es controlada directamente por el lenguaje por medio de un grupo de palabras clave.
Un grupo de objetos activos pueden coexistir en un mismo programa Simula, y transferir el control de unos a otros en cualquier momento. Esta funcionalidad es la base de las características de simulación que dan nombre al lenguaje.